# كارتلي
كارتلي ((بالجورجية: ქართლი)‏) هي منطقة تاريخية تقع في شرق مركز جورجيا يقطعها نهر كورا، حيث تقع عاصمة جورجيا تبليسي حالياً. كانت كارتلي تُعرف بالنسبة للكتاب القدماء باسم إيبيريا. لعبت كارتلي دوراً هاماً في الدمج العرقي والسياسي بين الجورجيون في العصور الوسطى. لم يكن هناك حدود تعرّف كارتلي، فكانت الحدود تتغير مراراً على مر الزمن. بعد تفكك مملكة جورجيا في القرن الخامس عشر، أصبحت كارتلي مملكة مستقلة عاصمتها تبليسي. وحالياً كارتلي مقسمة إلى عدة مقاطعات إدارية في جورجيا.